# Mu Ko Chumpons nationalpark
Mu Ko Chumphons nationalpark, thailändska อุทยานแห่งชาติหมู่เกาะชุมพร, är en nationalpark i Thailand som ligger i provinsen Chumphon i Södra Thailand. Den består av ett större antal öar i Thailandviken med omgivande farvatten. Parken inrättades 1999.

## Historik
1986 gjorde Royal  Forest  Department  en inventering av farvattnen i provinsen Chumphon. Utifrån denna bildades nationalparken 1999, under namnet Hat  Sai  Rees  nationalpark,  med 317 kvadratkilometer i distrikten (amphoe) Pathio, Mueang, Sawi, Thung Tako och Lang Suan.

## Geografi
Nationalparken omfattar ett fyrtiotal öar, till exempel Hat Sai Ree, som gav nationalparken dess ursprungliga namn, Hat Thung Makham, Hat Arunothai och Hat Tong Khrok. Andra öar är Ko NgamYai, Ko Ngam Noi , Ko Kalok , Ko Thalu , Ko Lak Ngam , Ko Samet , Ko Mattra, Ko Maphrao , Ko Lak Raet, Ko Lawa, Ko Kula , Ko Rang Ka Chiu , Ko Klaep och Ko Khram.
Flera av nationalparkens öar är kuperade, med en högsta punkt 255 m.ö.h. Högre kullar inom nationalparken är Khao Chom Hiang, Khao Phongphang och Khao Bo Kha. Huvudorten i provinsen, Chumphon, befinner sig 30 kilometer öster om Hat Sai Ri.

## Flora och fauna
Skogen inom nationalparken består huvudsakligen av strandskog, mangroveskog och kalkrik skog.
Strandskogen domineras av casuarinaträd, tropikmandelträdet Terminalia catappa och ärtväxtträdet Derris indica. Artrikedomen i strandskogen är ganska låg på grund av tidvattnet.
I den kalkrika skogen domineras växtligheten av små växter med stor anpassningsförmåga, i en miljö som är näringsfattig och har brist på vatten. Typiska växter är fikusväxter, Dracaena loureiri och törelväxten Euphorbia antiquorum.
Mangroveskogen växer där färskvatten och havsvatten möts, i huvudsak vid flodmynningar och estuarier. Den utgör ett bra skydd för många typer av djur, t.ex. krabbmakaker, varaner och fåglar. Vanliga växter i mangroveskogen är Rhizophora apiculata, Rhizophora mucronata, Bruguiera cylindrica, Bruguiera parviflora och Ceriops tagal.
På grund av den varierade nature inom nationalparken finns det en stor variation av fåglar i området, t.ex. inom familjerna hägrar, måsfåglar och seglare samt orientibis. Här finns också kräldjur som bandvaran, Varanus bengalensis, nätpyton, karettsköldpadda, grön havssköldpadda och havsormar. Bland däggdjuren kan nämnas krabbmakak, flyghundar i släktet Pteropus, valar och sirendjur. 
Att samla svalbon har varit en inkomstkälla på en hel del av Thailands öar och förekom i området före bildandet av nationalpark. Svalbon skördas tre gånger per år, I februari, april och juli-augusti. Vid den tredje skörden väntar samlarna tills fågelungarna blivit flygfärdiga.